# Oklahoma Film Critics Circle
Oklahoma Film Critics Circle ist eine Organisation von Filmkritikern aus dem US-amerikanischen Bundesstaat Oklahoma. Sie vergibt seit den 2006 jährlich einen Filmpreis, den Oklahoma Film Critics Circle Award. Sie vergibt ähnlich wie die Vereinigung der Golden Raspberry Award Foundation einen Preis für den schlechtesten Film. Besonders ist die Kategorie der Nicht-so-offensichtlich schlechtesten Filme.

## Kategorien
- Best Actor: Bester Hauptdarsteller
- Best Actress: Beste Hauptdarstellerin
- Best Animated Feature: Bester Animationsfilm
- Best Director: Bester Regisseur
- Best Documentary Film: Bester Dokumentarfilm
- Best Film: Bester Film
- Best First Film: Bester erster Film
- Best Foreign Language Film: Bester fremdsprachiger Film
- Best Supporting Actor: Bester Nebendarsteller
- Best Supporting Actress: Beste Nebendarstellerin
- Breakout Performance: Bestes Debüt
- Obviously Worst Film: Offensichtlich schlechtester Film
- Not-So-Obviously Worst Film: Nicht-so-offensichtlich schlechtester Film

## Preise

### Bester Hauptdarsteller
- 2006: Forest Whitaker – Der letzte König von Schottland – In den Fängen der Macht
- 2007: George Clooney – Michael Clayton
- 2008: Mickey Rourke – The Wrestler – Ruhm, Liebe, Schmerz
- 2009: George Clooney – Up in the Air
- 2010: Jesse Eisenberg – The Social Network
- 2011: George Clooney – The Descendants – Familie und andere Angelegenheiten
- 2012: Daniel Day-Lewis – Lincoln
- 2013: Chiwetel Ejiofor – 12 Years a Slave
- 2014: Michael Keaton – Birdman oder (Die unverhoffte Macht der Ahnungslosigkeit)
- 2015: Leonardo DiCaprio – The Revenant – Der Rückkehrer
- 2016: Casey Affleck – Manchester by the Sea
- 2017: Gary Oldman – Die dunkelste Stunde
- 2018: Ethan Hawke – First Reformed
- 2019: Adam Sandler – Der schwarze Diamant
- 2020: Riz Ahmed – Sound of Metal
- 2021: Benedict Cumberbatch – The Power of the Dog

### Beste Hauptdarstellerin
- 2006: Helen Mirren – Die Queen
- 2007: Elliot Page[A 1] – Juno
- 2008: Sally Hawkins – Happy-Go-Lucky
- 2009: Meryl Streep – Julie & Julia
- 2010: Natalie Portman – Black Swan
- 2011: Michelle Williams – My Week with Marilyn
- 2012: Jessica Chastain – Zero Dark Thirty
- 2013: Cate Blanchett – Blue Jasmine
- 2014: Rosamund Pike – Gone Girl – Das perfekte Opfer
- 2015: Brie Larson – Raum
- 2016: Amy Adams – Arrival
- 2017: Sally Hawkins – Shape of Water – Das Flüstern des Wassers
- 2018: Yalitza Aparicio – Roma
- 2019: Lupita Nyong’o – Wir
- 2020: Frances McDormand – Nomadland
- 2021: Alana Haim – Licorice Pizza

### Bester Animationsfilm
- 2006: Cars
- 2007: Ratatouille
- 2008: WALL·E – Der Letzte räumt die Erde auf
- 2009: Der fantastische Mr. Fox
- 2010: Toy Story 3
- 2011: Die Abenteuer von Tim und Struppi – Das Geheimnis der Einhorn
- 2012: Ralph reichts
- 2013: Die Eiskönigin – Völlig unverfroren
- 2014: The LEGO Movie
- 2015: Alles steht Kopf
- 2016: Zoomania
- 2017: Coco – Lebendiger als das Leben!
- 2018: Spider-Man: A New Universe
- 2019: A Toy Story: Alles hört auf kein Kommando
- 2020: Soul
- 2021: Die Mitchells gegen die Maschinen

### Bester Regisseur
- 2006: Martin Scorsese – Departed – Unter Feinden
- 2007: Ethan und Joel Coen – No Country for Old Men
- 2008: Danny Boyle – Slumdog Millionär
- 2009: Kathryn Bigelow – Tödliches Kommando – The Hurt Locker
- 2010: David Fincher – The Social Network
- 2011: Michel Hazanavicius – The Artist
- 2012: Ben Affleck – Argo
- 2013: Alfonso Cuarón – Gravity
- 2014: Richard Linklater – Boyhood
- 2015: George Miller – Mad Max: Fury Road
- 2016: Damien Chazelle – La La Land
- 2017: Jordan Peele – Get Out
- 2018: Alfonso Cuarón – Roma
- 2019: Martin Scorsese – The Irishman
- 2020: Chloé Zhao – Nomadland
- 2021: Jane Campion – The Power of the Dog

### Bester Dokumentarfilm
- 2006: Eine unbequeme Wahrheit
- 2007: The King of Kong: A Fistful of Quarters
- 2008: Man on Wire
- 2009: Anvil! Die Geschichte einer Freundschaft
- 2010: Exit Through the Gift Shop
- 2011: Page One: Inside the New York Times
- 2012: Searching for Sugar Man
- 2013: The Act of Killing
- 2014: Life Itself
- 2015: Amy
- 2016: O.J. Simpson – Eine amerikanische Saga
- 2017: Oklahoma City
- 2018: Won’t You Be My Neighbor?
- 2019: American Factory
- 2020: Boys State
- 2021: Summer of Soul (…Or, When the Revolution Could Not Be Televised)

### Bester Film
- 2006: United 93
- 2007: No Country for Old Men
- 2008: Slumdog Millionär
- 2009: Tödliches Kommando – The Hurt Locker
- 2010: The Social Network
- 2011: The Artist
- 2012: Argo
- 2013: Her
- 2014: Boyhood
- 2015: Spotlight
- 2016: La La Land
- 2017: Get Out
- 2018: Roma
- 2019: Once Upon a Time in Hollywood
- 2020: Minari – Wo wir Wurzeln schlagen
- 2021: Licorice Pizza

### Bester Erster Film
- 2006: Little Miss Sunshine – Jonathan Dayton und Valerie Faris
- 2007: Gone Baby Gone – Kein Kinderspiel – Ben Affleck
- 2008: Synecdoche, New York – Charlie Kaufman
- 2009: District 9 – Neill Blomkamp und (500) Days of Summer – Marc Webb
- 2010: Four Lions – Chris Morris
- 2011: Martha Marcy May Marlene – Sean Durkin
- 2012: Beasts of the Southern Wild – Benh Zeitlin
- 2013: Nächster Halt: Fruitvale Station – Ryan Coogler
- 2014: Nightcrawler – Jede Nacht hat ihren Preis – Dan Gilroy
- 2015: Ex Machina – Alex Garland
- 2016: The Witch – Robert Eggers
- 2017: Get Out – Jordan Peele
- 2018: Eighth Grade – Bo Burnham
- 2019: The Last Black Man in San Francisco – Joe Talbot
- 2020: Die Weite der Nacht – Andrew Patterson
- 2021: Frau im Dunkeln – Maggie Gyllenhaal

### Bester fremdsprachiger Film
- 2006: Pans Labyrinth (El laberinto del fauno; Mexiko)
- 2007: Schmetterling und Taucherglocke (Le scaphandre et le papillon; Frankreich, Vereinigte Staaten)
- 2008: So finster die Nacht (Låt den rätte komma in; Schweden)
- 2009: Coco Chanel – Der Beginn einer Leidenschaft (Coco avant Chanel; Frankreich)
- 2010: Ein Prophet (Un prophète; Frankreich)
- 2011: Die Haut, in der ich wohne (La piel que habito; Spanien)
- 2012: Liebe (Österreich)
- 2013: Die Jagd (Jagten; Dänemark)
- 2014: Höhere Gewalt (Turist; Schweden)
- 2015: Son of Saul (Saul fia; Ungarn)
- 2016: Die Taschendiebin (아가씨; Südkorea)
- 2017: The Square (Schweden, Deutschland, Frankreich, Dänemark)
- 2018: Roma (Mexiko)
- 2019: Parasite (기생충; Südkorea)
- 2020: Martin Eden (Italien, Frankreich, Deutschland)
- 2021: Drive My Car (ドライブ・マイ・カー; Japan)

### Bester Nebendarsteller
- 2006: Jackie Earle Haley – Little Children
- 2007: Javier Bardem – No Country for Old Men
- 2008: Heath Ledger – The Dark Knight
- 2009: Christoph Waltz – Inglourious Basterds
- 2010: Christian Bale – The Fighter
- 2011: Albert Brooks – Drive
- 2012: Philip Seymour Hoffman – The Master
- 2013: Jared Leto – Dallas Buyers Club
- 2014: Edward Norton – Birdman oder (Die unverhoffte Macht der Ahnungslosigkeit)
- 2015: Michael Keaton – Spotlight und Sylvester Stallone – Creed – Rocky’s Legacy
- 2016: Mahershala Ali – Moonlight
- 2017: Willem Dafoe – The Florida Project
- 2018: Michael B. Jordan – Black Panther
- 2019: Brad Pitt – Once Upon a Time in Hollywood
- 2020: Paul Raci – Sound of Metal
- 2021: Kodi Smit-McPhee – The Power of the Dog

### Beste Nebendarstellerin
- 2006: Cate Blanchett – Tagebuch eines Skandals
- 2007: Amy Ryan – Gone Baby Gone – Kein Kinderspiel
- 2008: Marisa Tomei – The Wrestler – Ruhm, Liebe, Schmerz
- 2009: Mo’Nique – Precious – Das Leben ist kostbar
- 2010: Mila Kunis – Black Swan
- 2011: Octavia Spencer – The Help
- 2012: Anne Hathaway – Les Misérables
- 2013: Jennifer Lawrence – American Hustle
- 2014: Patricia Arquette – Boyhood
- 2015: Alicia Vikander – Ex Machina
- 2016: Michelle Williams – Manchester by the Sea
- 2017: Laurie Metcalf – Lady Bird
- 2018: Regina King – If Beale Street Could Talk
- 2019: Jennifer Lopez – Hustlers
- 2020: Yoon Yeo-jeong – Minari – Wo wir Wurzeln schlagen
- 2021: Kirsten Dunst – The Power of the Dog

### Bestes Debüt
- 2006: Jennifer Hudson – Dreamgirls
- 2007: Elliot Page[A 1] – Juno

### Offensichtlich schlechtester Film
- 2006: Basic Instinct – Neues Spiel für Catherine Tramell
- 2007: Norbit
- 2008: Der Love Guru
- 2009: Transformers – Die Rache
- 2010: Sex and the City 2
- 2011: Transformers 3
- 2012: Der Chaos-Dad
- 2013: Kindsköpfe 2
- 2014: Transformers: Ära des Untergangs

### Nicht-so-offensichtlich schlechtester Film
- 2006: Bobby
- 2007: Jugend ohne Jugend und Bee Movie – Das Honigkomplott
- 2008: Mamma Mia!
- 2009: Amelia
- 2010: Alice im Wunderland
- 2011: Hangover 2
- 2012: Prometheus – Dunkle Zeichen
- 2013: Im August in Osage County